# Тайозен
Тайозен (Тойозен) — река в России, протекает по Онгудайскому району Республики Алтай. Устье реки находится в 2 км от устья Улусука по левому берегу. Длина реки составляет 26 км.

## Притоки
- 5 км: Шараш (лв)
- Моштуайры (лв)

## Данные водного реестра
По данным государственного водного реестра России относится к Верхнеобскому бассейновому округу, водохозяйственный участок реки — Катунь, речной подбассейн реки — Бия и Катунь. Речной бассейн реки — (Верхняя) Обь до впадения Иртыша.